# Fonds photographique Eugène-Trutat

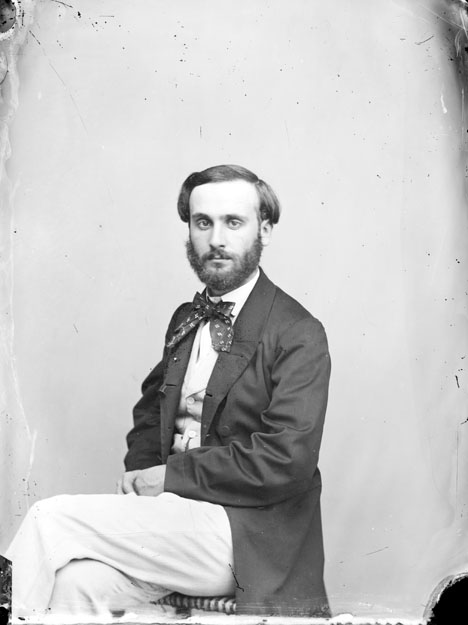
Eugène Trutat, par lui-même (ici en 1859).

Le fonds photographique Eugène Trutat (dit fonds Trutat) est une collection photographique qui est détenue par la Ville de Toulouse (Haute-Garonne, France) et dont la gestion est répartie entre trois organismes culturels municipaux ou intercommunaux : la photothèque du Muséum de Toulouse, la Bibliothèque municipale et les Archives municipales de Toulouse.
Les photographies qui composent le fonds ont été prises par le pyrénéiste Eugène Trutat (1840-1910), pionnier de la photographie de montagne. Elles représentent un grand nombre de paysages et scènes du Grand Sud-Ouest français, et en particulier du massif des Pyrénées, prises à la fin du XIXe siècle et au début du XXe siècle (de 1859 à 1910 précisément).
Outre sa valeur scientifique et ses qualités techniques et esthétiques, le fonds a pour principales spécificités son ampleur — 20 000 clichés — et sa numérisation intégrale. Une partie du fonds a été mise en ligne sur le site Flickr et dans la bibliothèque Wikimedia Commons.

## Histoire
Médecin de formation, Eugène Trutat participe dès les années 1860 aux premières expéditions de découverte des hautes cimes pyrénéennes. Il contribue notamment aux côtés de Maurice Gourdon aux premières mesures des glaciers du massif. Photographe amateur dès sa jeunesse, Trutat emmène du matériel photographique lors de ses expéditions, dont il ramène de nombreux clichés. Il devient notamment président de la Société de photographie de Toulouse, puis conservateur et directeur du Muséum. Fin technicien, son expérience des instruments de photographie est avérée et précieuse.

## Description
Eugène Trutat n'est pas l'auteur de toutes les images conservées dans les fonds photographiques. Il collectait et échangeait des clichés avec ses amis et ses confrères afin notamment d'illustrer ses conférences. Il est parfois difficile d'identifier les sujets des photographies et leurs auteurs. Cela nécessite un recoupement entre les fonds, un travail d'identification et d'expertise des procédés photographiques. Ces recherches sont conduites par la photothèque du muséum de Toulouse depuis 2005.

### Muséum
La photothèque du muséum de Toulouse conserve près de 14 000 plaques de verre, tirages et négatifs papiers, réalisés par Trutat dans le cadre de son travail de conservateur et scientifique. 1 010 d'entre elles ont cependant été achetées par la ville de Toulouse à sa veuve le 18 novembre 1910 pour la somme de 260 francs. Une partie de son matériel photographique est également conservée dans les réserves du musée (lanterne magique, chambre photographique et visionneuse stéréoscopique). Chaque année, il reproduisait 300 clichés pour les projections des instituteurs et les conférences populaires, ce qui représente plusieurs milliers de documents.
La majorité des pièces du fonds global est aujourd'hui conservée au muséum de Toulouse avec 14 000 plaques de verre soit 1 110 kg de verre uniquement pour ce fonds. L'ensemble du fonds est aujourd'hui numérisé et une partie est accessible sur internet. On peut y trouver une grande variété d'images prises entre 1858 et 1910, sur des sujets comme : les collections et bâtiments du muséum de Toulouse, dont les célèbres clichés de crânes déformés, ses expéditions dans les Pyrénées seul ou accompagné par Maurice Gourdon, Félix Régnault, Georges Ancely ou Charles Fabre, des portraits anthropologiques, la ville de Toulouse et notamment la crue de la Garonne en 1875, de nombreuses villes et villages en France (Albi, Nice, Ax-les-Thermes, etc) et à l'étranger (Alger, Monaco, Rome, etc), ainsi que des événements tels que l'Exposition universelle de 1900. À Toulouse, il photographia d'anciens quartiers avant les percées haussmanniennes, le Capitole et sa place, les édifices religieux comme l'église Notre-Dame de la Dalbade, l'église des Jacobins, le cloître des Augustins ou encore la basilique Saint-Sernin avant sa restauration... Il s'intéressa aux petits métiers comme les cireurs de chaussures, les concasseurs de pierres, les pêcheurs de sable, les lavandières. Il parcourut les marchés aux puces et les foires à l'ail et de matériels agricoles. Ses photographies sont un témoignage important de la vie toulousaine au XIXe.

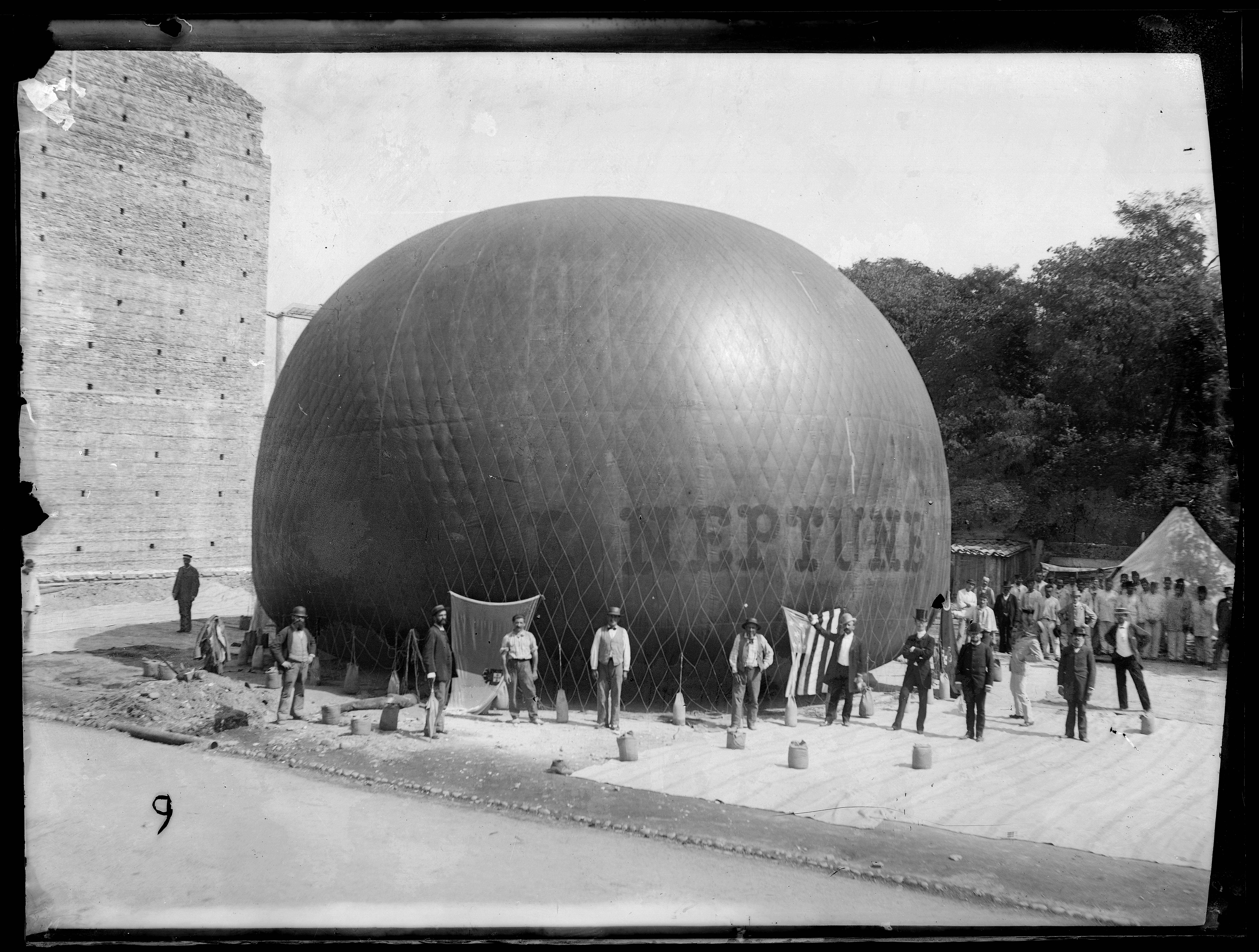
Exposition internationale de la Société de géographie, Toulouse, 1884
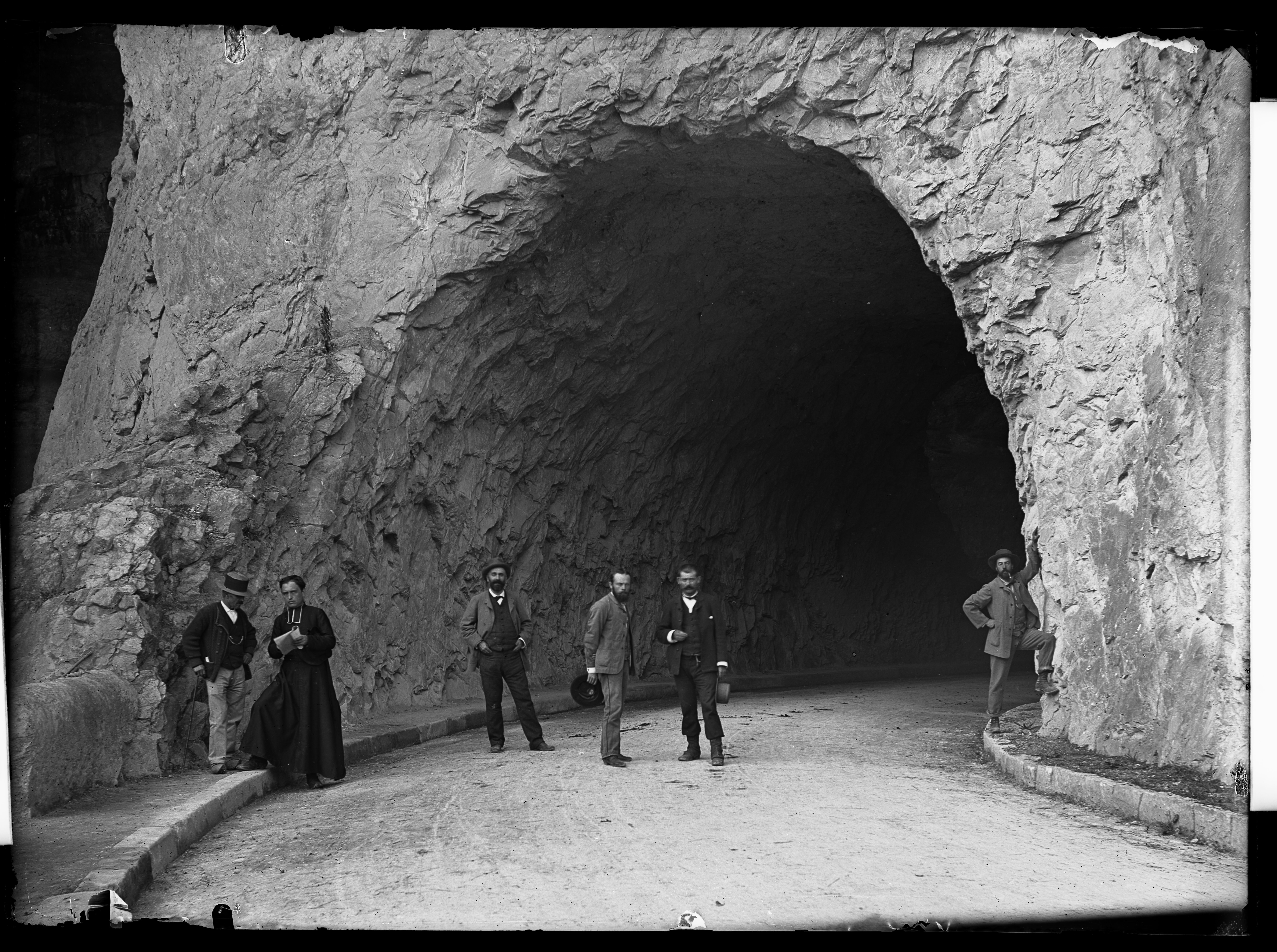
Tunnel de la grotte du Mas-d'Azil
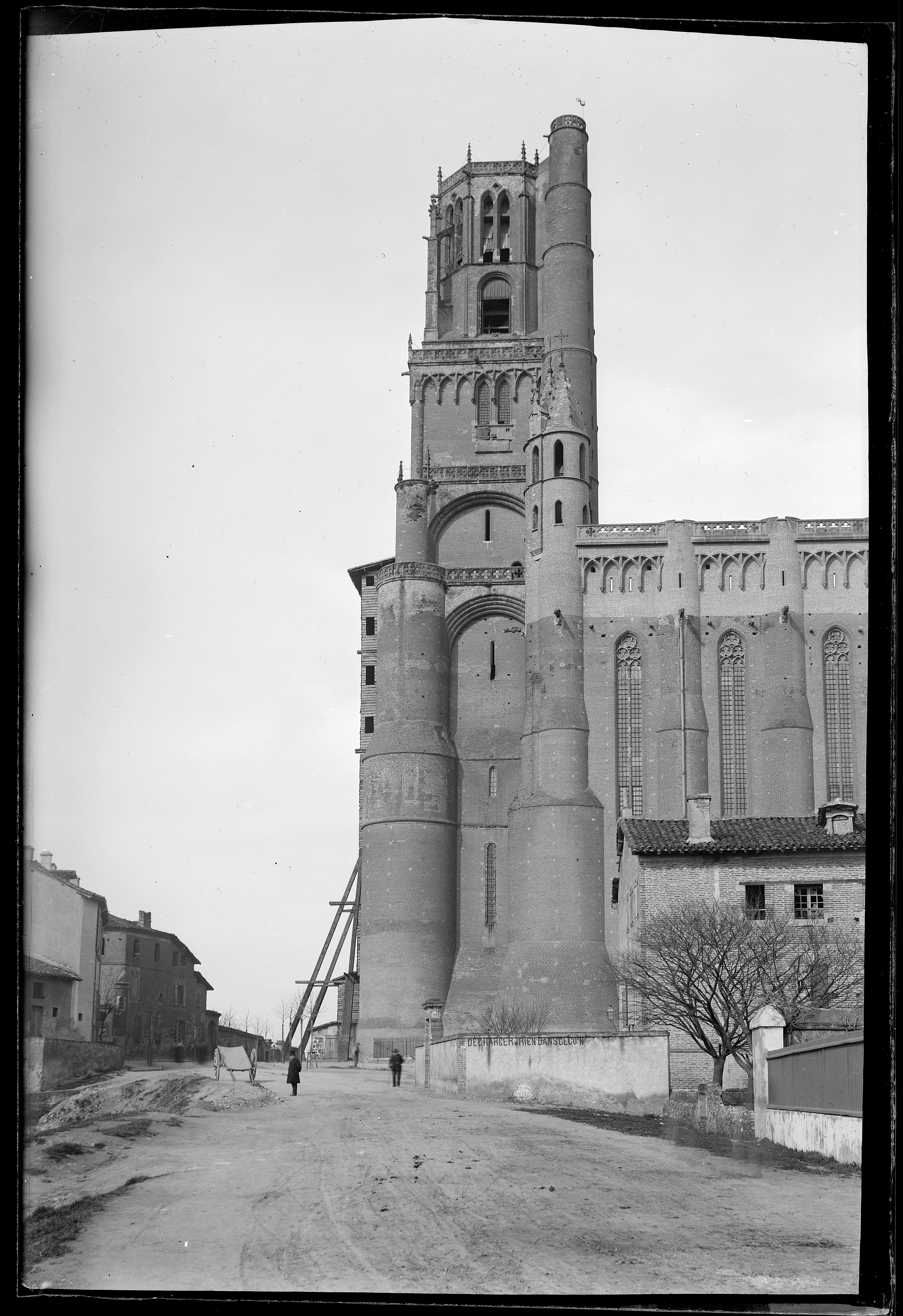
Cathédrale Sainte-Cécile d'Albi
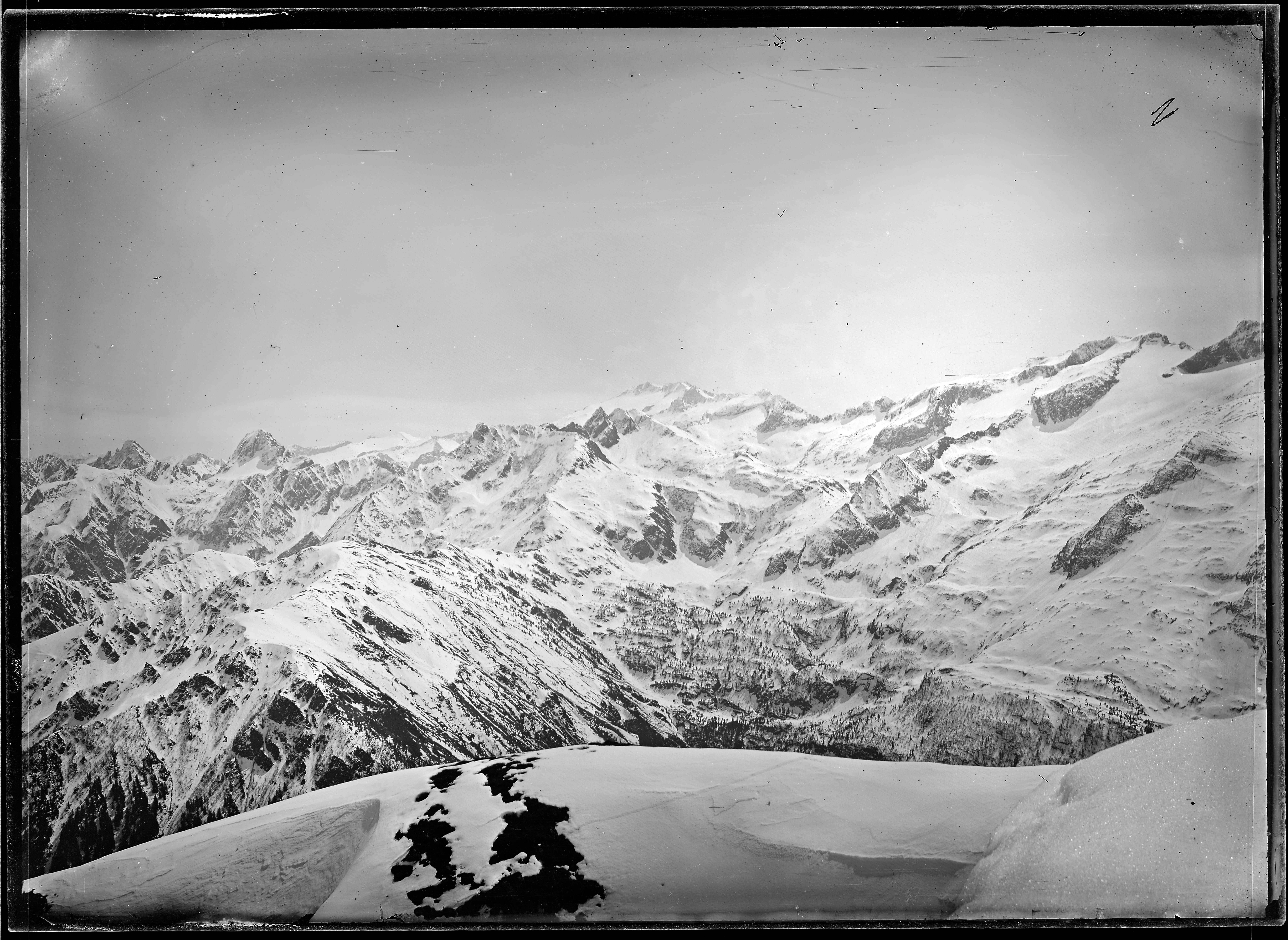
Vallée du Lis, près de Luchon
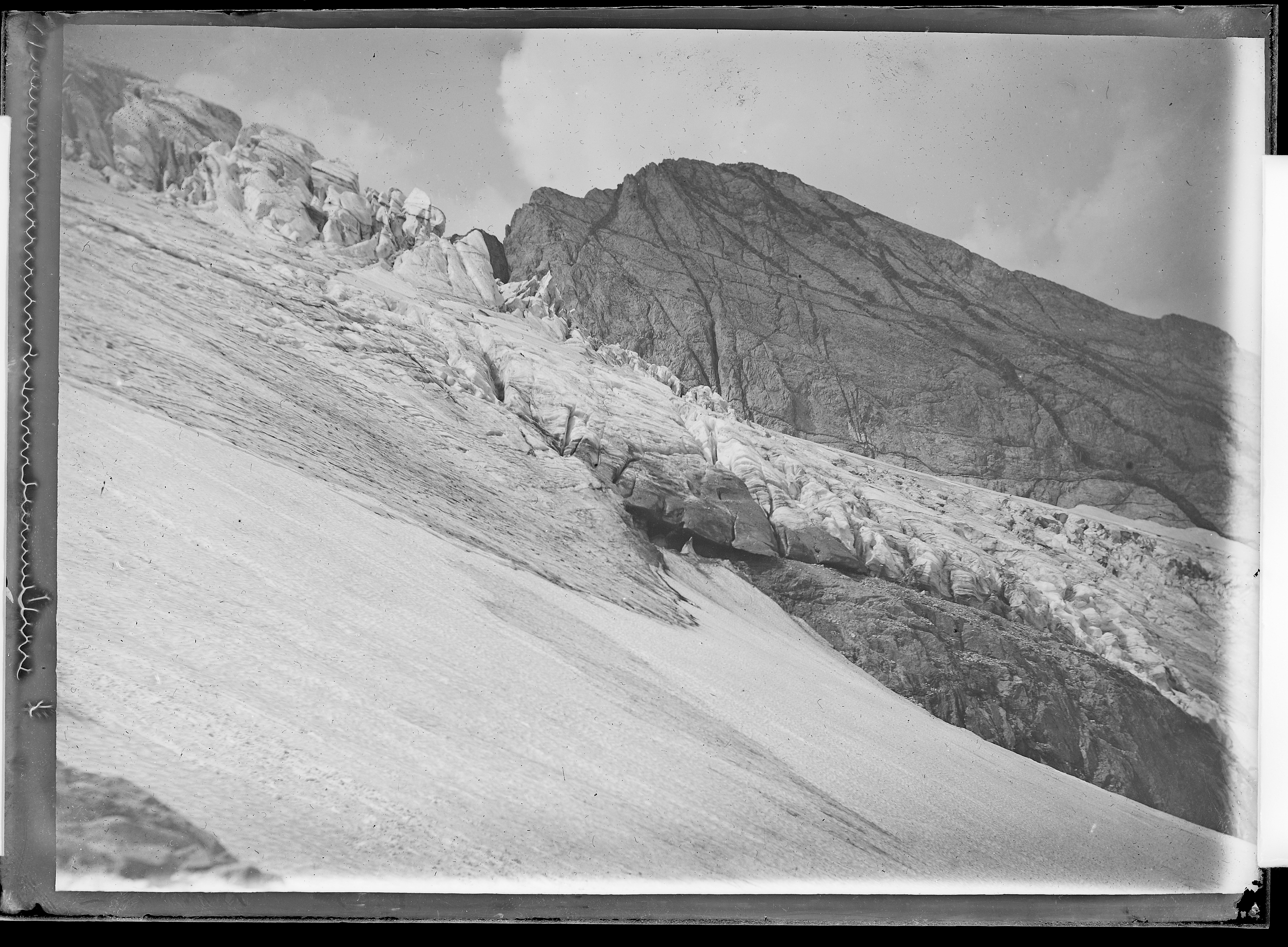
Séracs du glacier d'Ossoue
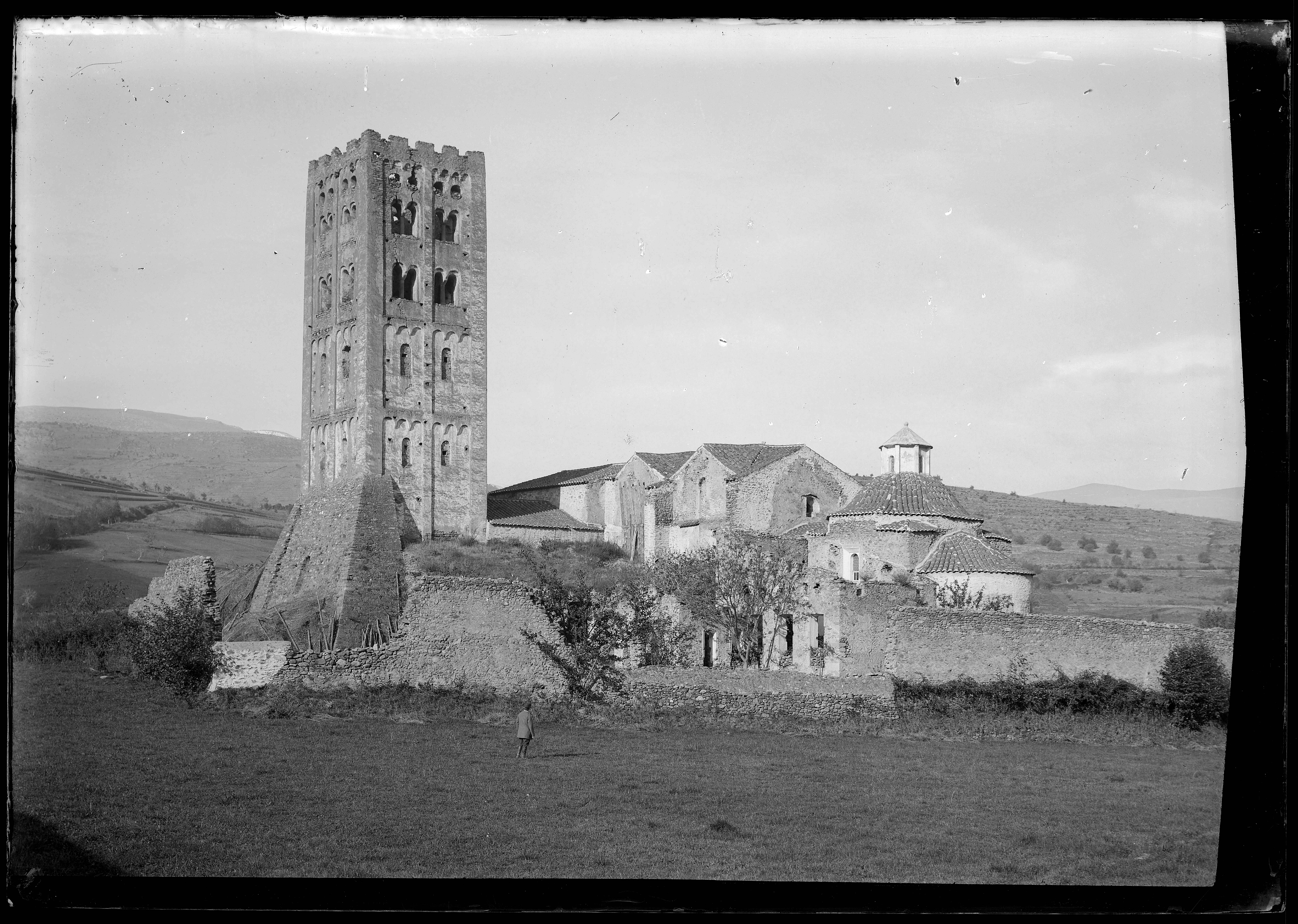
Abbaye Saint-Michel-de-Cuxa
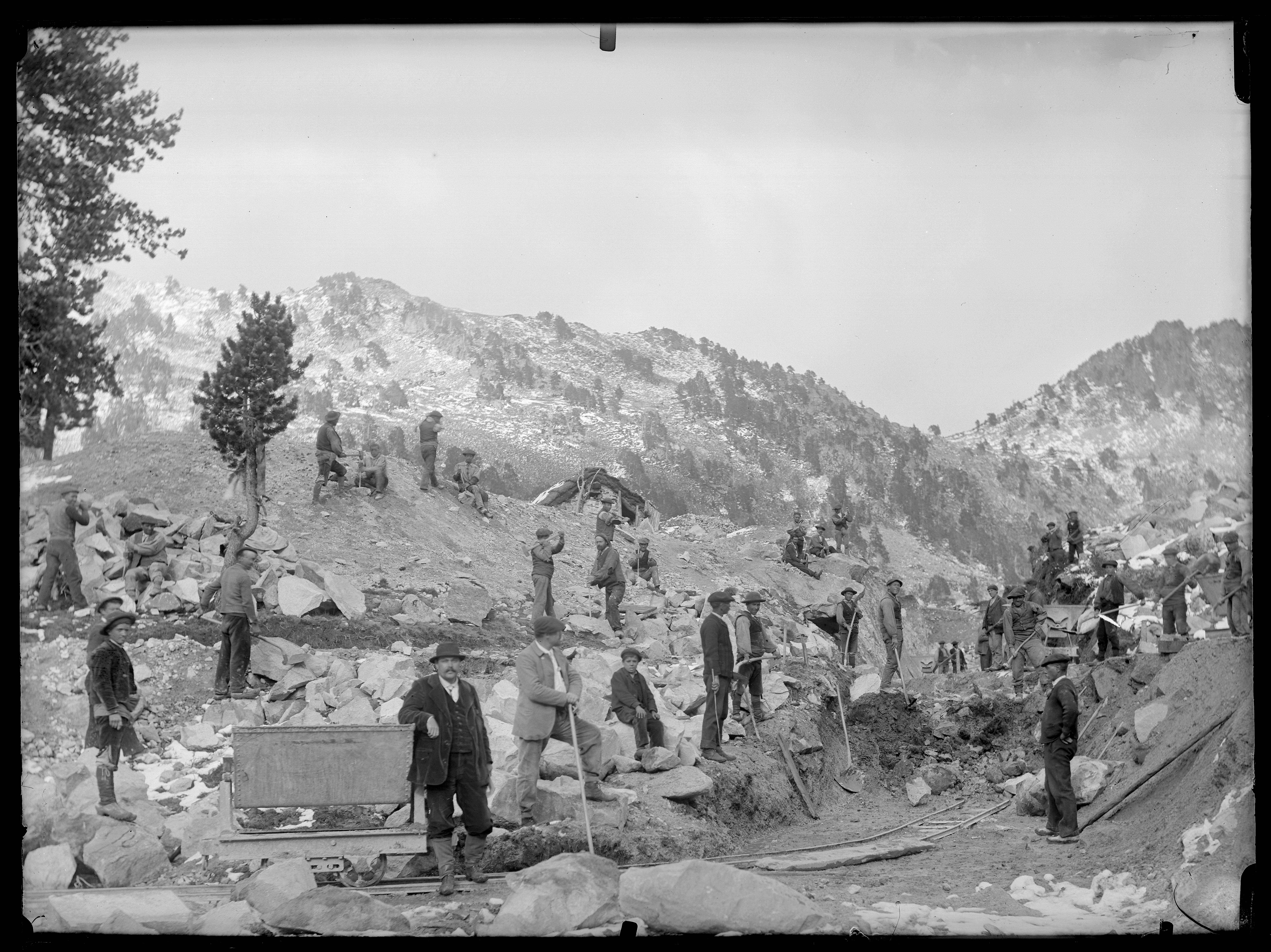
Travaux de construction d'un barrage en vallée d'Aure

### Bibliothèque municipale
La seconde partie de la collection des photographies d'Eugène Trutat appartient initialement à l'Association des Toulousains de Toulouse et amis du Vieux-Toulouse. Elle leur est offerte en 1971 par le colonel Jean Trutat, petit-fils d'Eugène, ancien directeur du muséum. Trois ans plus tard, en février 1974, M. Calestroupat dépose à la bibliothèque municipale la plus grande partie de ce don (environ 4 700 clichés). Leur numérisation est réalisée à partir de 1999. Avant leur publication sur Flickr, les clichés étaient accessibles uniquement sur les postes informatiques de la Bibliothèque d'étude et du patrimoine,. Leur mise en ligne a rencontré un intérêt important de la part du public.

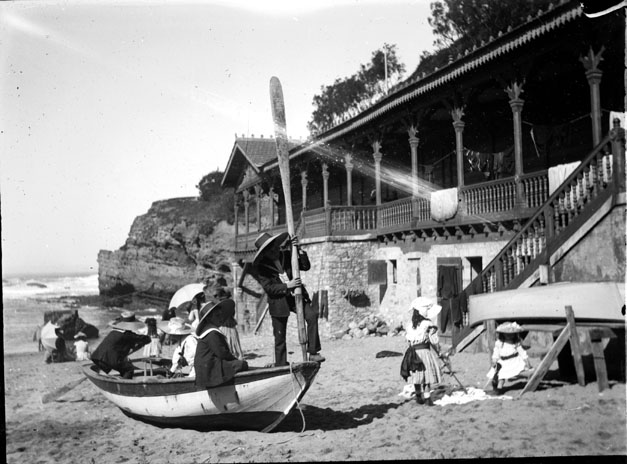
Biarritz, 1891
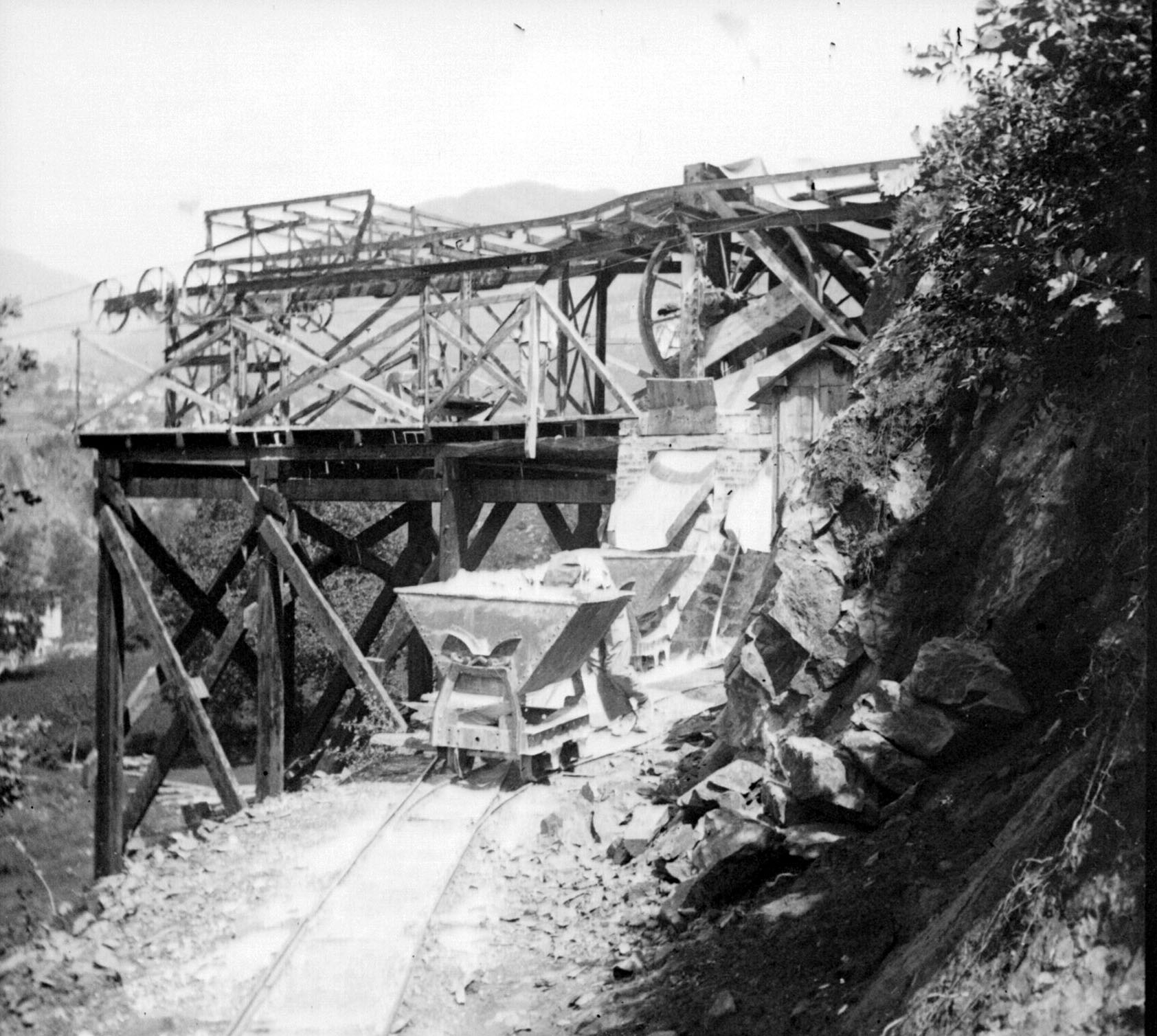
Carrière de talc de Trimouns
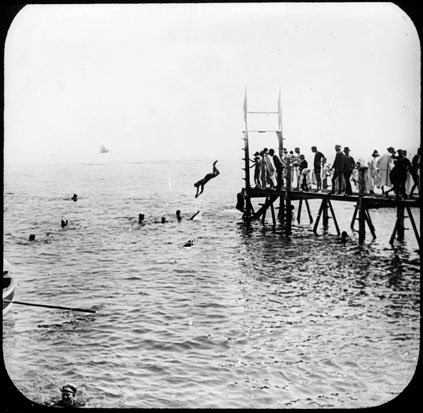
Baigneurs, Le Havre
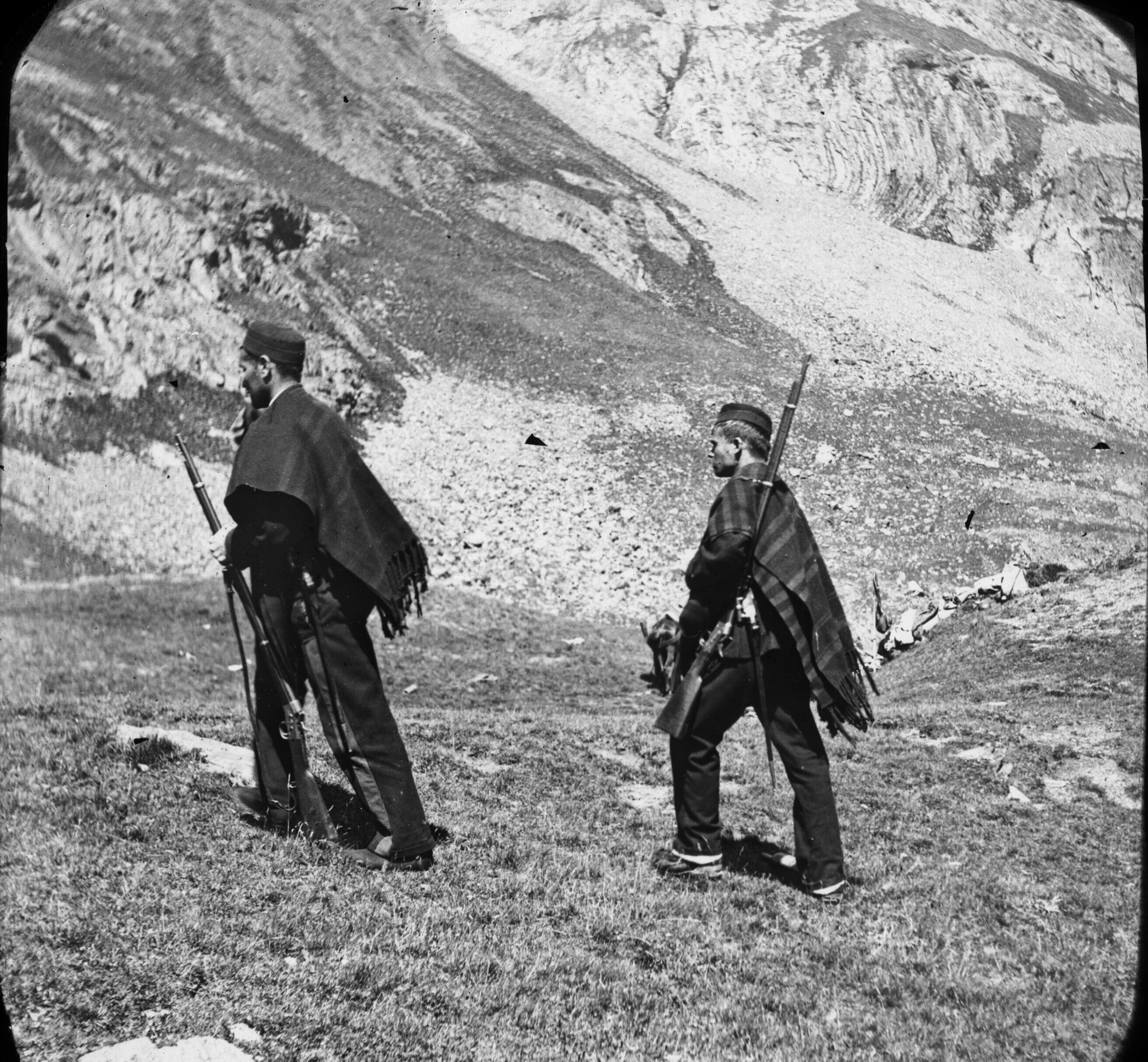
Carabiniers au port de Vénasque, 1892
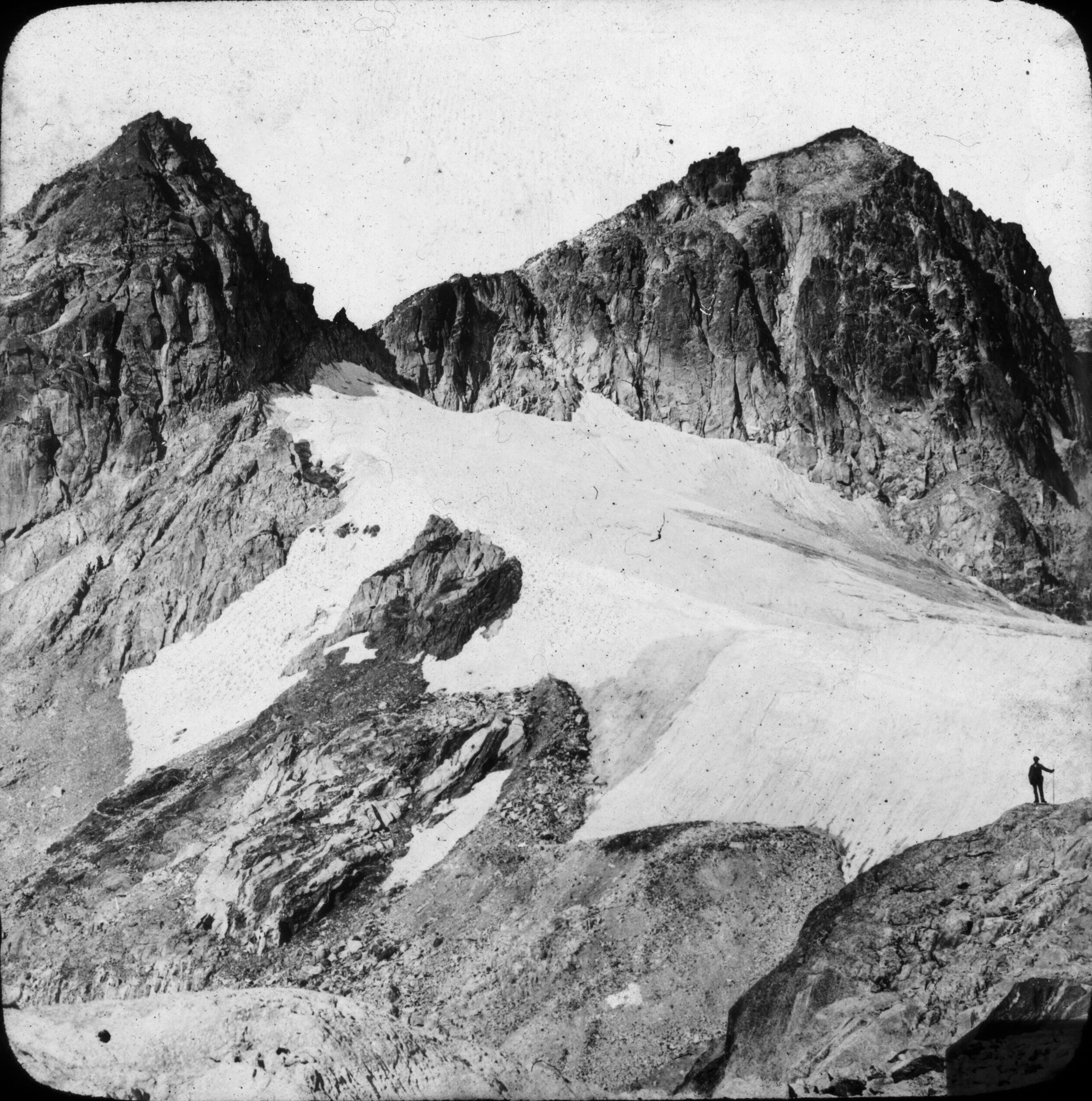
Grand glacier du Port d'Ôô
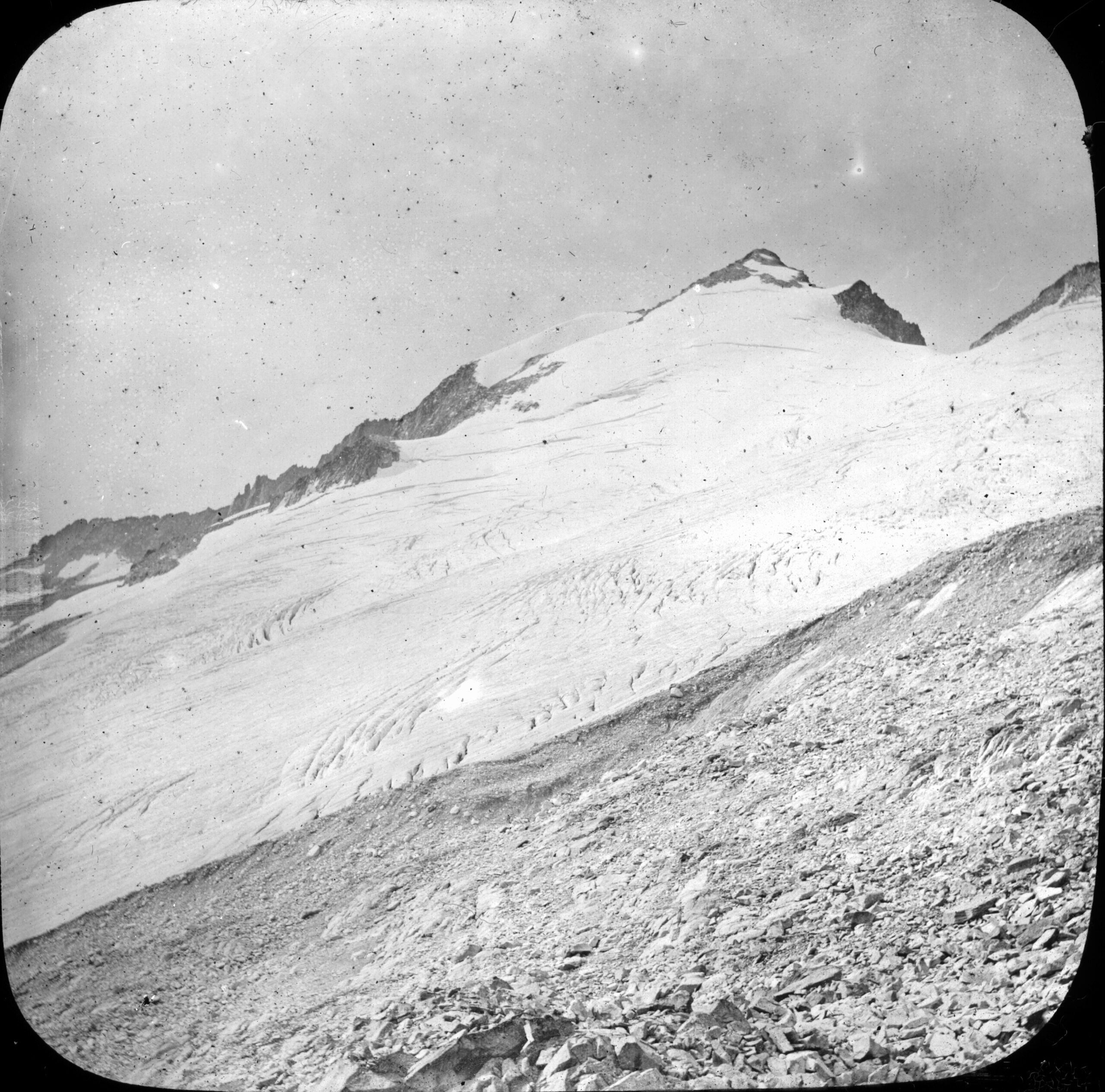
Aneto, 1895
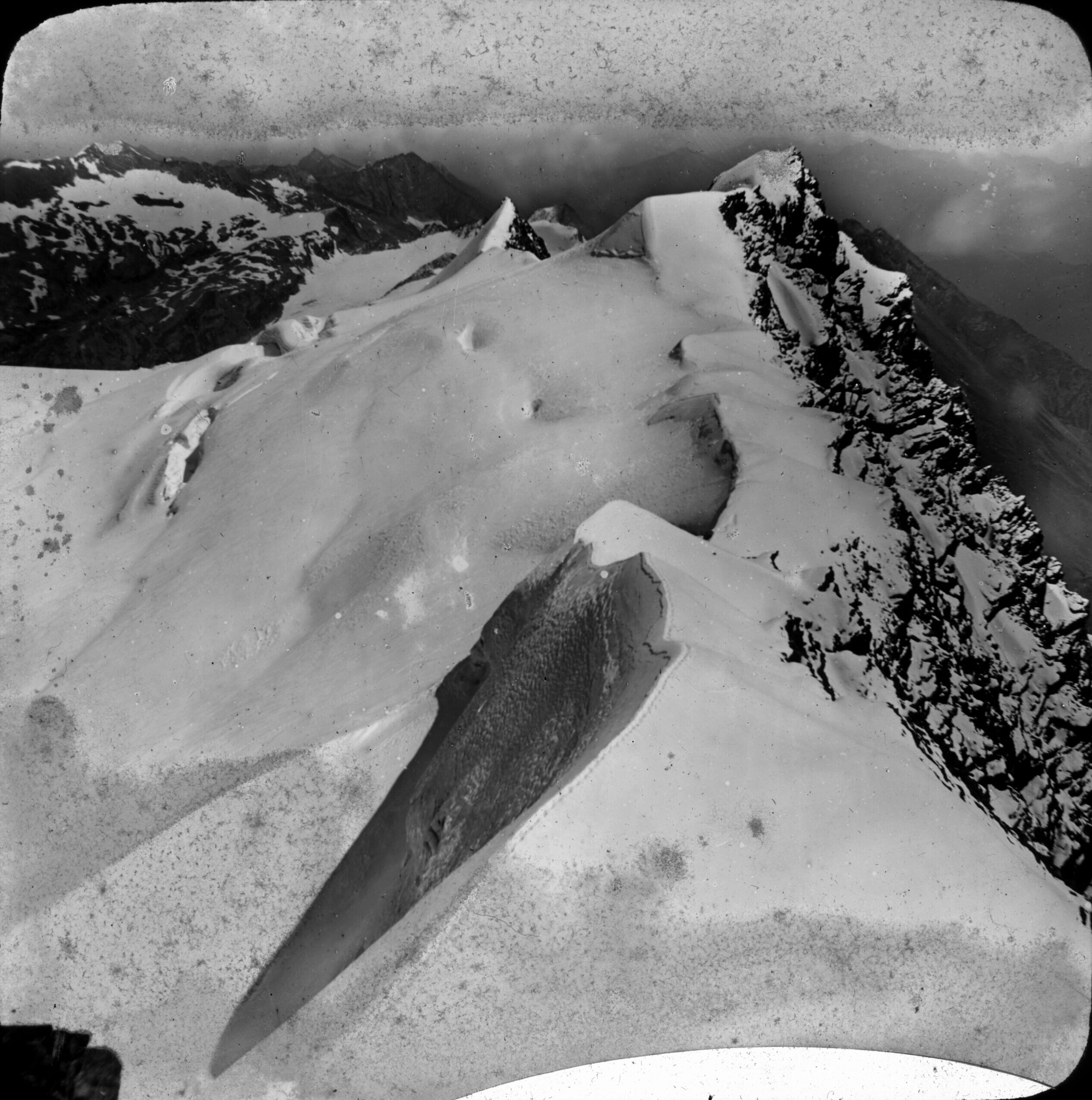
Aneto
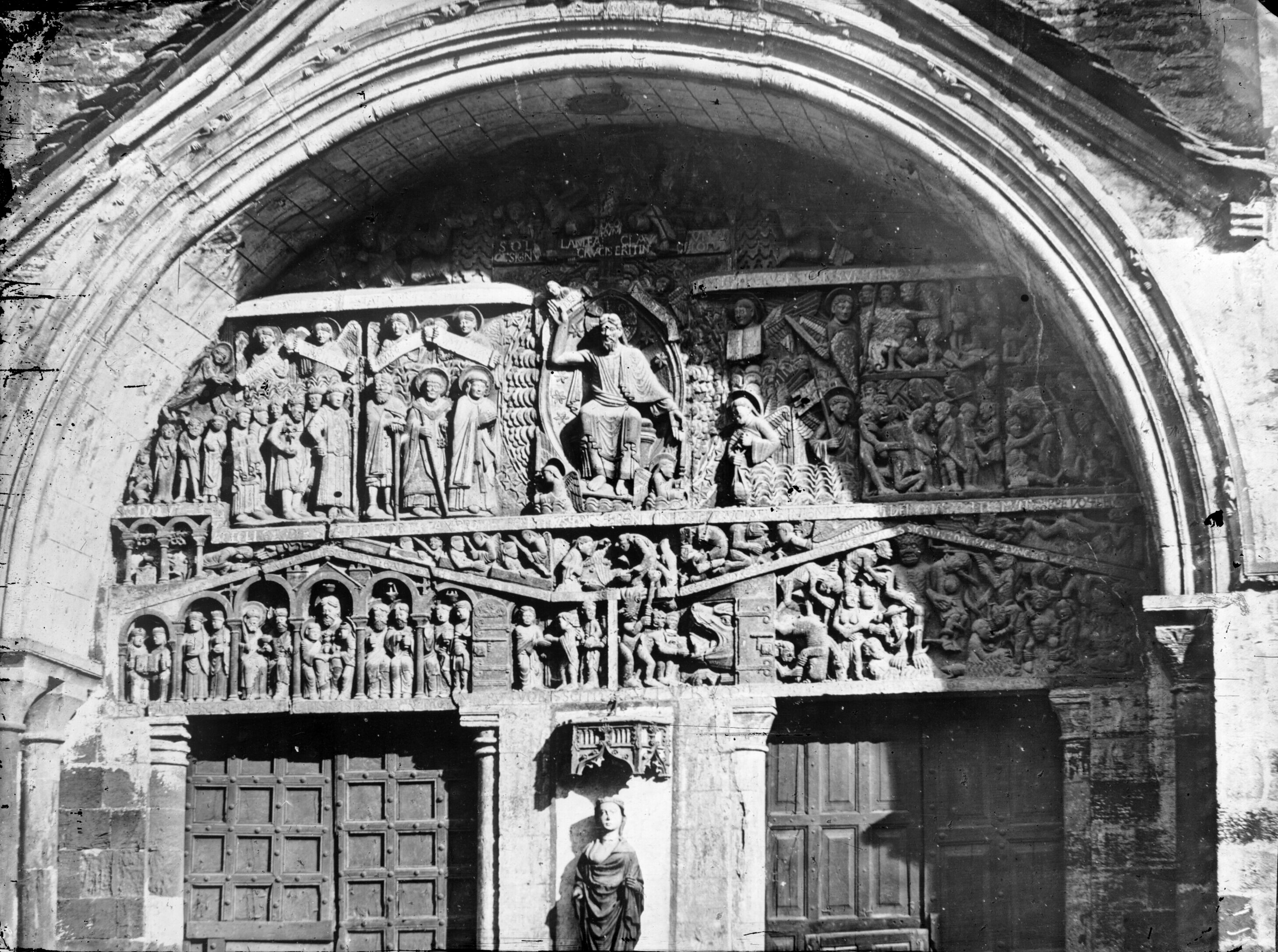
Tympan de l'église de Conques
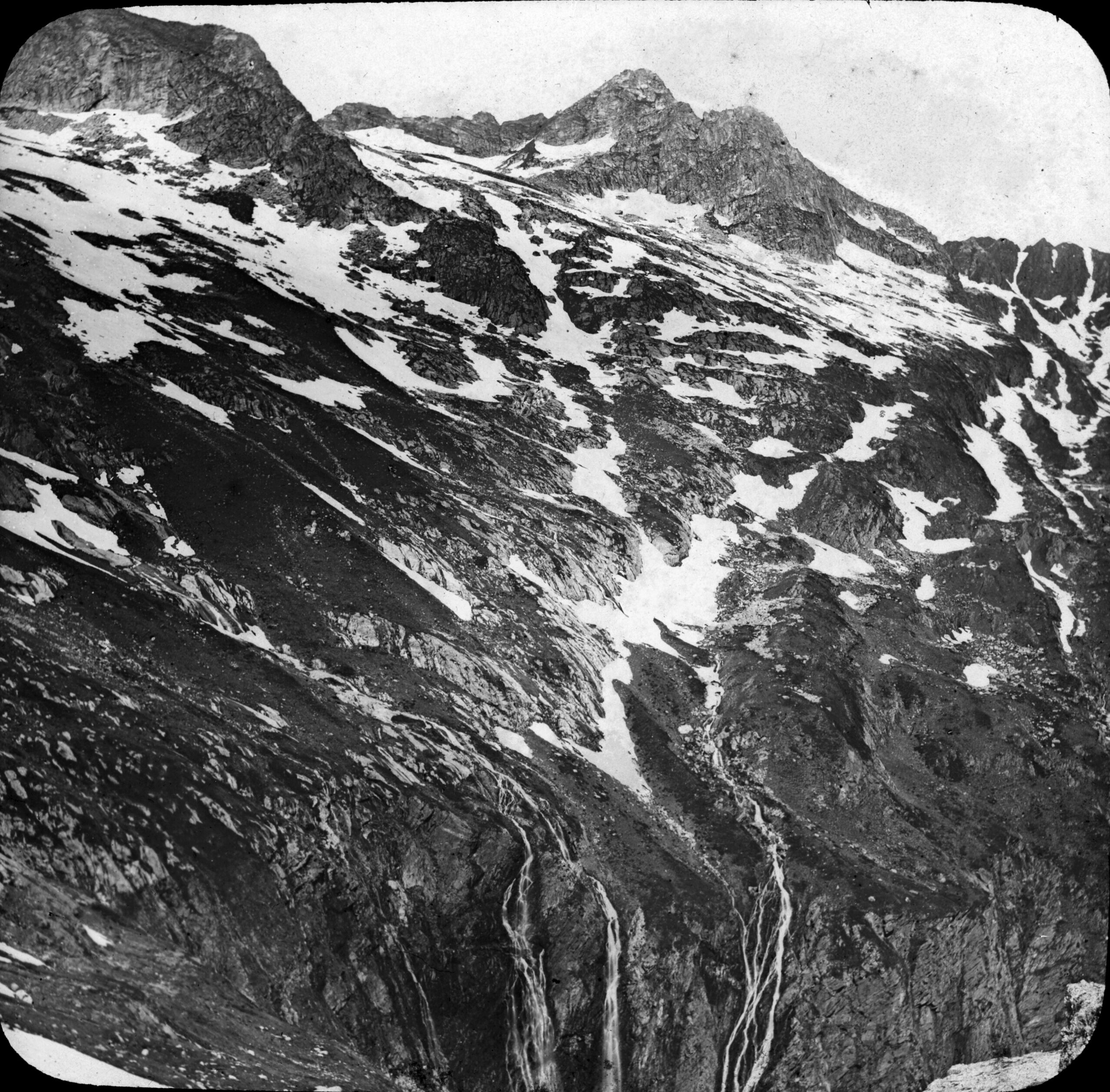
Cirque des Crabioules

### Archives municipales
La dernière partie du fonds (environ 500 photographies) est déposée aux archives municipales en décembre 2006 par l'Association des Toulousains de Toulouse.

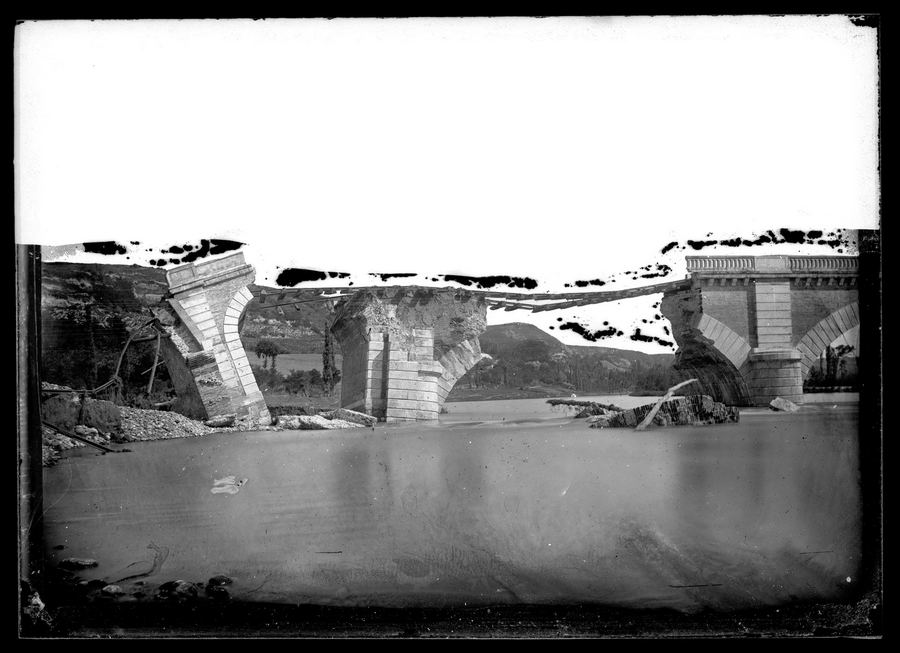
Pont d'Empalot, Toulouse, détruit après les inondations de 1875
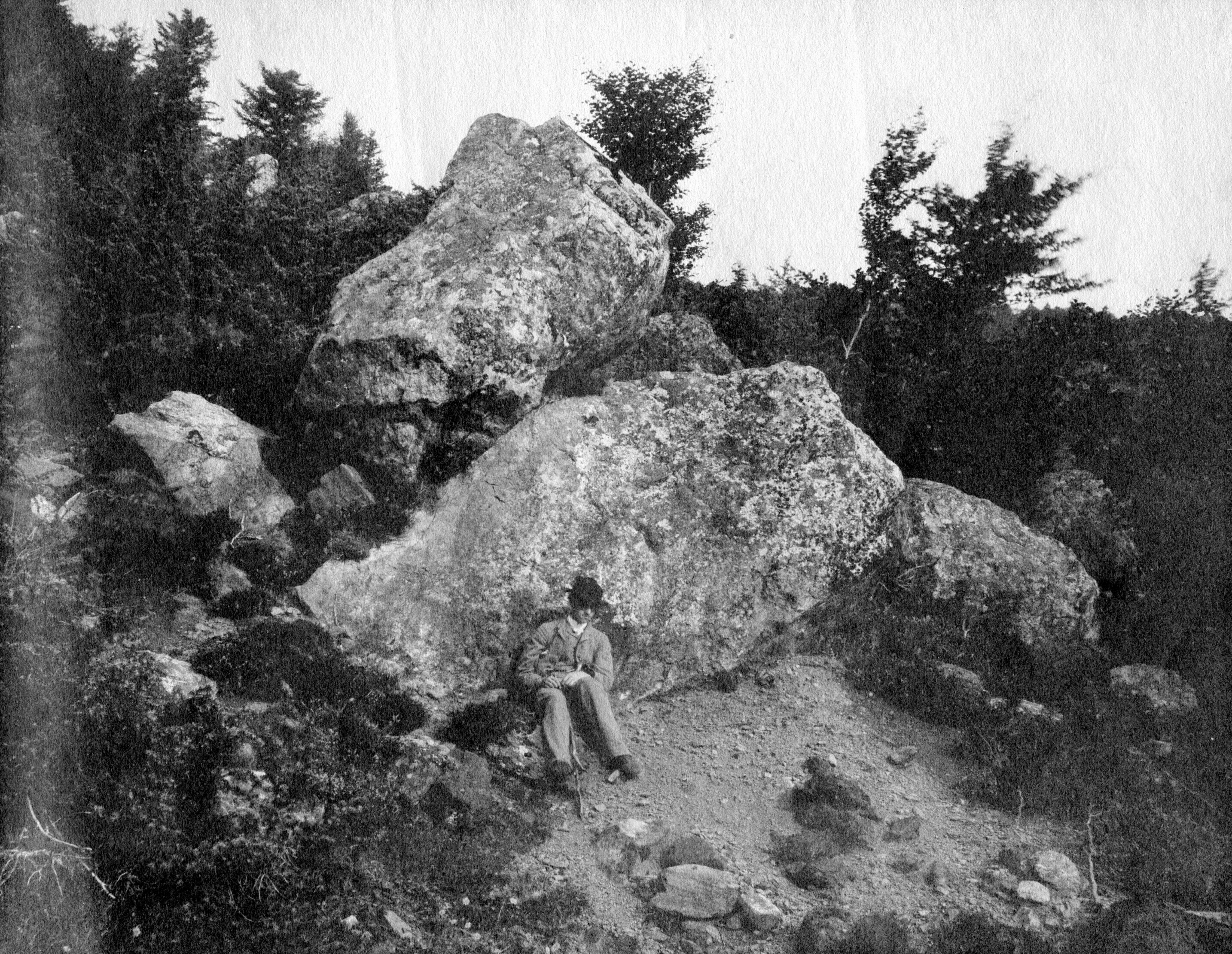
Blocs erratiques, Luchon, 1881
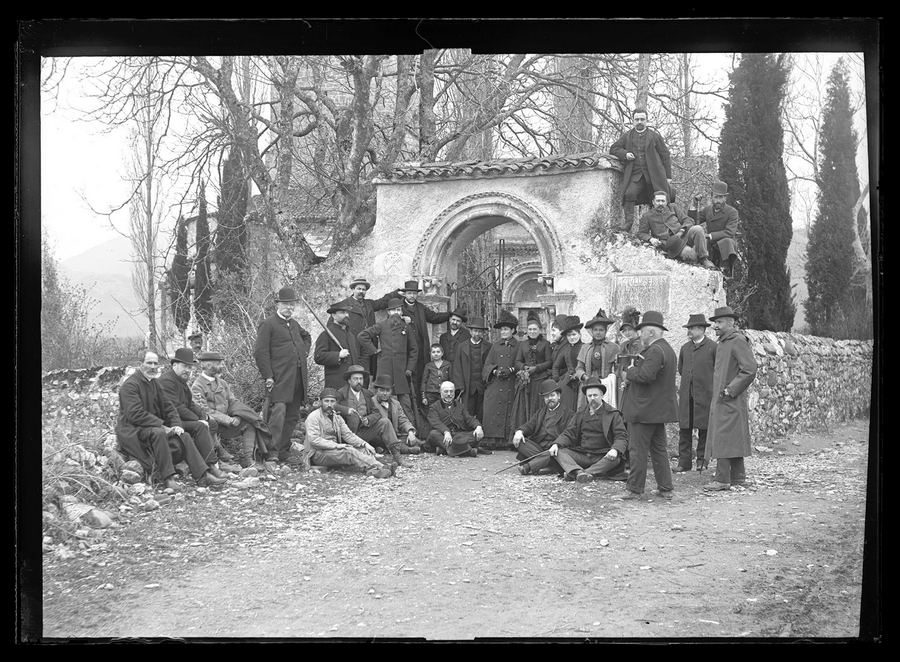
Excursion de la Société de géographie de Toulouse à la Basilique Saint-Just de Valcabrère, fin XIXe siècle
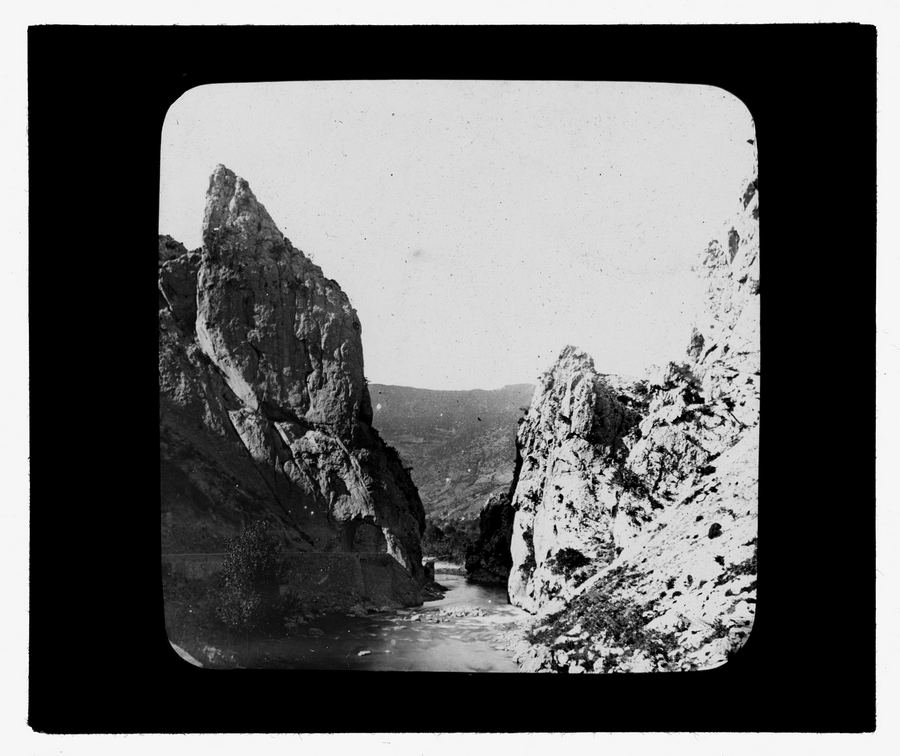
Le défilé de Pierre-Lys
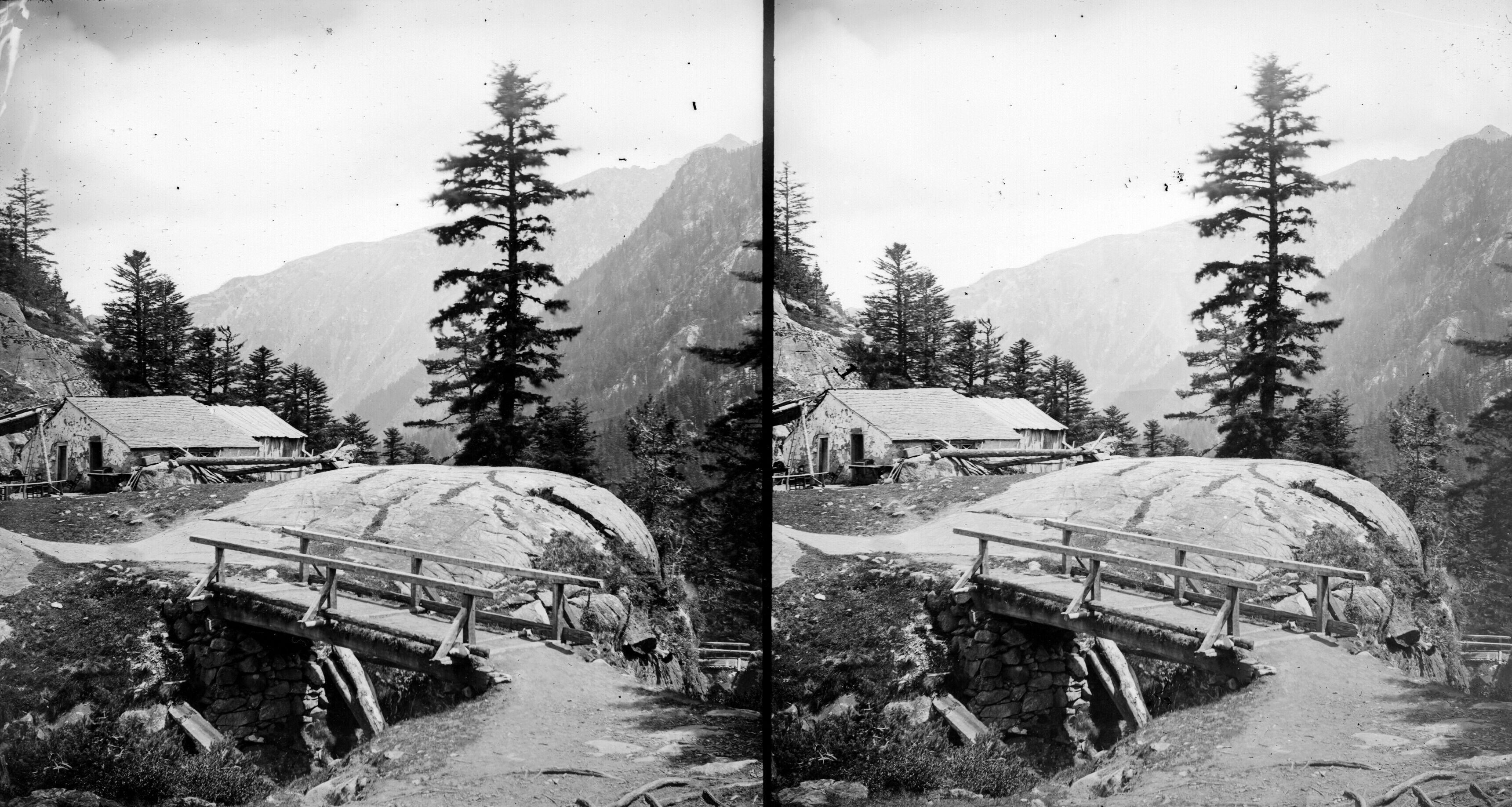
Pont d'Espagne, Cauterets
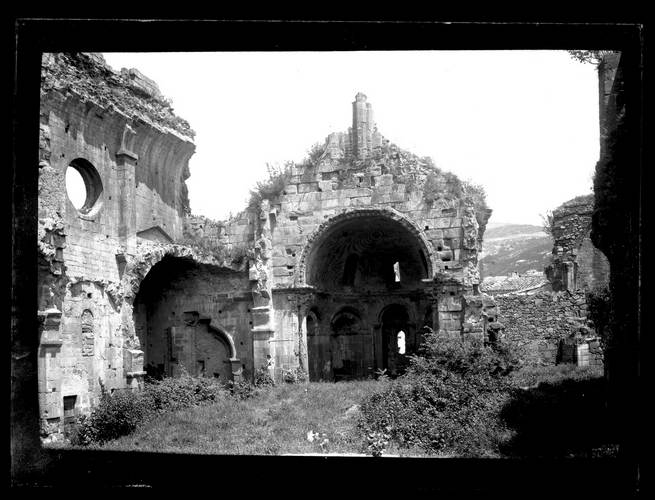
Abbaye d'Alet-les-Bains (Aude), 28 juin 1898
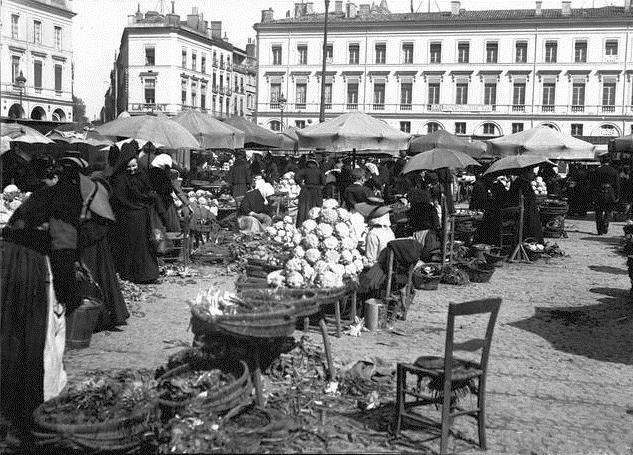
Marché du Capitole, 20 avril 1900

## Valorisation du fonds

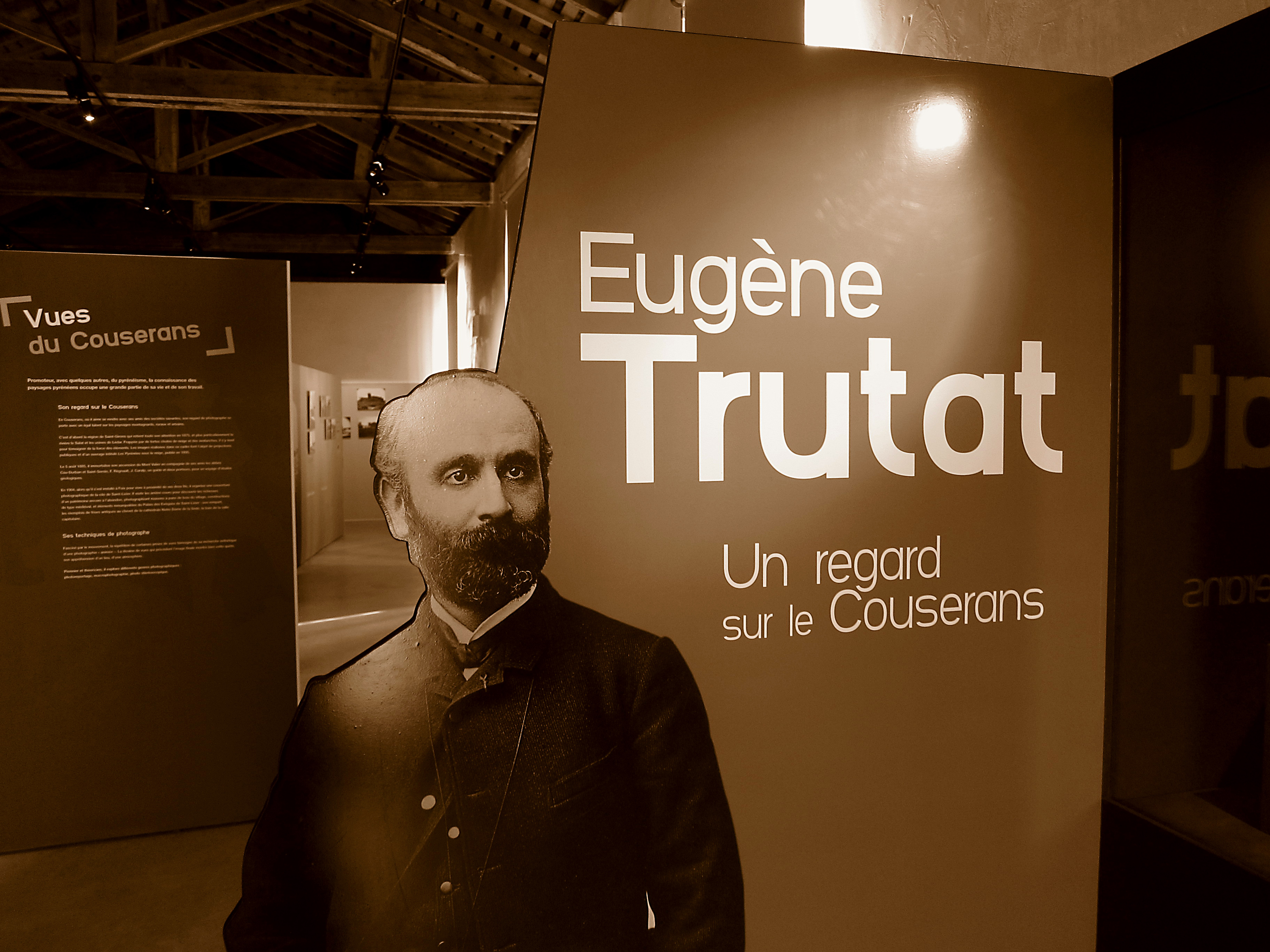
Exposition consacrée à Eugène Trutat en Couserans (Palais des Évêques de Saint-Lizier, 2012).

Une partie de ce fonds photographique de la photothèque du muséum de Toulouse est disponible en ligne sur Wikimedia Commons dans le cadre du projet Phoebus mis en place par la mairie de Toulouse et Wikimédia France en 2010. Cette collaboration entre un service d'archives et l'encyclopédie en ligne constitue alors une première française.
Des expositions mettant en lumière une partie de la collection ont été organisées, comme « Eugène Trutat (1840-1910), la photographie au service des sciences » (Archives municipales de Toulouse, 2010), « Objectif Pyrénées : Sur les traces d'Eugène Trutat » (Muséum de Toulouse, 2011), ou encore « Eugène Trutat, un regard sur le Couserans » (Palais des Évêques de Saint-Lizier, 2012). En 2015, Emma Fariñas a également signé un film documentaire consacré à l'œuvre photographique de Trutat, Instants saisis, qui met en scène Frédérique Gaillard, responsable de la photothèque du Museum d'histoire naturelle, Luce Lebart, directrice des collections à la Société française de photographie, le géographe Jean-Paul Métailié et le photographe Frédéric Ripoll.
Les reproductions des clichés de Trutat ont également intégré le projet de valorisation numérique GéoCulture - Le Limousin vu par les artistes.
Le fonds photographique Eugène Trutat du Muséum de Toulouse a fait l'objet de plusieurs expositions, documentaires et publications :
- Eugène Trutat : Toulouse, galerie municipale du Château d'eau de Toulouse, 1984 (catalogue d'exposition).
- Eugène Trutat (1840-1910), la photographie au service des sciences, Archives municipales de Toulouse, 2010 (exposition).
- Objectifs Pyrénées, sur les traces d'Eugène Trutat, Muséum d'histoire naturelle de Toulouse, 2011. Monographie : Eugène Trutat, savant et photographe, 2011.  (ISBN 978-2-906702-21-9).
- Regard'Ailleurs, Voyage en Algérie, Muséum d'histoire naturelle de Toulouse, 2011 (exposition).
- Eugène Trutat, un regard sur le Couserans, palais des Évêques à Saint-Lizier en Ariège, 2012 (exposition).
- Regard photographique d'Eugène Trutat (1840-1910) sur les sciences, muséum d'histoire naturelle et musée de l'abbaye de Gaillac (du 29 juin au 3 novembre 2013. Monographie : Bertrand de Vivies, Luce Lebart, Frédérique Gaillard et Donatien Rousseau, Le Tarn : Regard Photographique (1840-1910), Éditions Grand Sud, Albi, 2013.  (ISBN 978-2363780416).
- Biarritz par Georges Ancely et Eugène Trutat, Aquarium de Biarritz, Biarritz (du 11 juillet 2016 au 8 janvier 2017) Monographie : Bruno Fay, Marc Ancely, Frédérique Gaillard, Luce Lebart et Patrice Guérin, Biarritz par Georges Ancely et Eugène Trutat, Aquarium de Biarritz, Biarritz, 2016.
- Eugène Trutat et Amélie Galup, La Galerie de Saint-Antonin, Saint-Antonin-Noble-Val (du 19 août au 1er novembre 2017) Monographie : Claude Harmelle, Frédérique Gaillard, Luce Lebart et Claire Bonnafé, Eugène Trutat et Amélie Galup, Photographes autour de Saint-Antonin, au XIXe siècle, Société des Amis du Vieux Saint Antonin, 2017.
- Frédérique Gaillard, « Sciences, enseignement et photographie : les indissociables activités d’Eugène Trutat (1840-1910) » In La plaque photographique. Un outil pour la fabrication et la diffusion des savoirs (XIXe – XXe siècles), sous la direction de Denise Borlée et Hervé Doucet, Institut d’Histoire de l’art (EA 3400), Presses Universitaires de Strasbourg, 2019.
- Rude forms among us, d'Anna Neimark en collaboration avec Frédérique Gaillard, SCI-Arc (du 31 janvier au 27 mars 2020), Los Angeles, 2020 (exposition).

### Filmographie
- Emma Fariñas, Instants saisis, Mira productions (documentaire), Toulouse, 2015. Critique du documentaire : Valentine Châtelet, Instants saisis, film documentaire de valorisation d’un fonds photographique patrimonial, Hypothèses, 2015 (en ligne).
- Christophe Giffard, Museum Collection Eugène Trutat, radiodynamique.net (documentaire), Toulouse, 2014 (en ligne).
- Anna Neimark : Rude Forms Among Us, SCI-Arc, Los Angeles, juin 2020  (en ligne).